# Albert Beugras
Pour les articles homonymes, voir Beugras.
Albert Beugras, né le 21 février 1903 au Creusot (Saône-et-Loire) et mort le 30 janvier 1963 à Paris, est un ingénieur et homme politique français d'extrême droite, membre du Parti populaire français (PPF) de Jacques Doriot dès sa fondation et collaborateur notoire durant la période de l'Occupation.
Il est le père d'Anne Sylvestre, chanteuse, de Marie Chaix, écrivain, et de deux fils, Jean et Paul.

## Biographie

### Origines familiales, formation et débuts
Fils de Louis Beugras, industriel d’origine paysanne, et de son épouse Marie, il fait des études de chimie à Mulhouse. 
En 1924, il épouse une jeune Alsacienne, de mère allemande, Alice Litolff. 
Après ses études, il entre comme ingénieur chimiste chez Rhône-Poulenc.
Ayant effectué son service militaire comme élève-officier, il est placé dans la réserve où il atteint le grade de capitaine en 1939.

### Le militant du PPF

#### L'ascension au sein du parti (1936-1940)
Farouchement anticommuniste, hostile aux grèves et au Front populaire, il adhère au Parti populaire français (PPF) dès sa création en 1936 par l'ex-dirigeant communiste Jacques Doriot. 
Délégué du PPF pour la région lyonnaise, il devient secrétaire national aux questions syndicales et corporatives, puis devient membre du bureau politique du parti.
Conformément aux consignes de Doriot, il se porte volontaire dès 1939 (malgré son âge relativement élevé et sa situation de famille de père de trois enfants), et est affecté à l'armée du Levant. Il rentre en France après l'armistice du 22 juin 1940.

#### La période de la collaboration (1940-1944)
À la fin de 1941, Jacques Doriot, qui va partir pour le front russe dans la Légion des volontaires français contre le bolchevisme, est contacté par le colonel Reile, de l'Abwehr, qui souhaite que le PPF collabore avec son service, qui est le service de renseignement de l'armée, dans la lutte contre les communistes et les agents alliés en France. 
Doriot charge alors Gérard Raynal d'organiser un service au sein du PPF. Lorsque, en février 1942, Raynal est arrêté par la police française, Beugras le remplace à la tête du service. Beugras, recruté par la section III de l'Abwehr le 25 février 1942, dépend du Referat III F de l'Abwehr de Paris à partir du 18 décembre 1942 sous le pseudonyme de « Berger ». L'« organisation Berger » se développera jusqu'à employer 130 agents, sans compter des centaines d'indicateurs.
Albert Beugras est également sollicité pour créer une organisation de lutte contre les sabotages des résistants à la SNCF, mais c'est un échec, tout comme celui d'une implantation du PPF dans les usines.
Au début de 1943, il met sur pied un réseau actif de renseignements en Afrique du Nord, où le Maroc et l'Algérie ont été occupés par les Alliés en novembre 1942. Peu avant la chute de Tunis, il laisse sur place plusieurs agents, formant le réseau Atlas, qui fournira des informations à la métropole.[réf. nécessaire]
Revêtu pour l'occasion d'un uniforme de sous-lieutenant de la Wehrmacht, Beugras accompagne Doriot pendant une semaine dans sa tournée des villes sinistrées de Normandie en juillet 1944 . 

#### La fuite en Allemagne (août 1944-avril 1945)
Après avoir suivi le PPF dans sa fuite en Allemagne (août 1944), il est chargé par Doriot de lancer au château de Hohenbuchau (de), près de Wiesbaden, les quatre écoles techniques du PPF, « Rose », « Violette », « Pensée » et « Pâquerette » (écoles S1 (Renseignement), S2 (Sabotages), S3 (Contre-espionnage) et S4), chargées de former des militants du PPF en vue de leur parachutage en France. Quatre mois plus tard, ces écoles fermeront sans qu’aucun parachutage n’ait eu lieu.
À la mi-mars 1945, il prend la tête de la « Direction du travail en France » (DTF), organisation qui n'a sans doute jamais fonctionné. Après la mort de Doriot (22 février 1945), « déçu des Allemands », il se met en rapport avec les services spéciaux américains en avril 1945.

#### L'après-guerre et l'incarcération (1945-1955)
D'abord hébergé par les services secrets dans la zone d'occupation américaine en Allemagne au moment où, en France, se déroule la première phase de l’épuration, il est remis aux autorités françaises au printemps 1946.
Jugé par la Cour de justice de la Seine en 1948 pour collaboration, en compagnie de cinq autres dirigeants du PPF, il échappe à la peine de mort, mais est condamné aux travaux forcés à perpétuité. 
Il passe de nouveau en cour d’assises en mars 1950 pour avoir donné ou transmis l’ordre de liquider deux membres du PPF coupables, selon lui, de dénonciations et de pillage. Il est une seconde fois condamné aux travaux forcés à perpétuité. 
Incarcéré à la prison de Fresnes, il est transféré en 1953 dans un camp de Lorraine où il enseigne la chimie à de jeunes délinquants. Il est amnistié en 1955.

### Dernières années
Albert Beugras, qui a renoncé à toute activité politique, reprend sa vie professionnelle, vendant notamment des usines à la « Russie bolchevique », selon sa fille. 
Il meurt d’un cancer foudroyant le 30 janvier 1963 à Paris.

## Mariage et descendance
Albert Beugras a eu quatre enfants avec Alice Litolff (1904-1971), épousée en 1924 à Mulhouse :
- Jean, mort à 18 ans (février 1945) sous les bombes alliées à Ulm[13], en Allemagne, au cours d’une mission que lui avait confiée son père ;
- Paul (1929-1962), mort d’une maladie cardiaque ;
- Anne-Marie dite Anne Sylvestre (1934-2020), chanteuse ;
- Marie dite Marie Chaix (née en 1942), écrivaine.

Anne et Marie ont eu des réactions opposées face au lourd héritage d'un père à la fois aimant et marqué par la honte de la collaboration : Marie se penchant sur leur histoire dans ses romans, notamment Les Lauriers du lac de Constance (1974), Anne se murant dans un silence qu’elle rompt seulement en 2002, dans l'émission À voix nue d'Hélène Hazera sur France Culture, puis dans une interview en 2007.
Albert Beugras a par ailleurs eu un enfant hors mariage en 1942.